# Франческо ди Салуццо
Франческо ди Салуццо или Франческо дель Васто или Франсуа де Салюс (итал. Francesco di Saluzzo или итал. Francesco del Vasto или фр. François de Saluces; 25 февраля 1498, Салуццо — 28 марта 1537, Карманьола) — кондотьер, капитан французской армии, губернатор Асти в 1528—1529 годах, маркграф Салуццо с 1529 года, из рода дель Васта.

## Биография

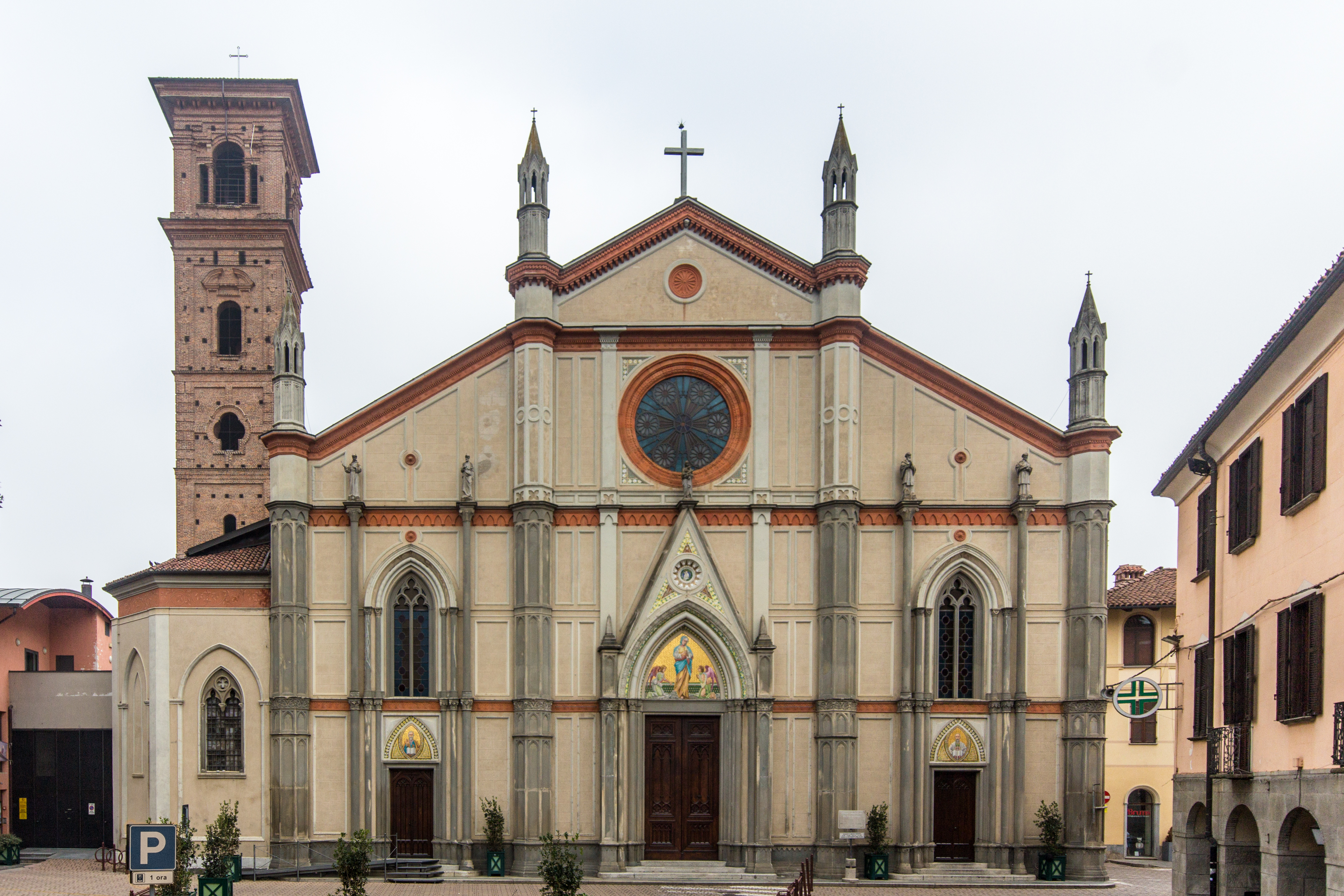
Церьков Святых Петра и Павла в городе Карманьола

Франческо-Людовико родился 25 февраля 1498 года в городе Салуццо. Его родителями были маркграф Салуццо Лодовико II	и Маргарита де Фуа-Кандаль.
Как и его братья Франческо был воспитан при дворе короля Франции. Он получил звание капитана и командовал с июля 1527 до мая 1536 года отрядом из 50 человек. C 10 ноября 1528 года — губернатор Асти. Его правление продолжалось до 23 ноября 1529 года, после чего провинция была передана испанцам в связи с подписанием Камбрейского мира.
Из-за интриг в 1529 году, по приказу Франциска I был свергнут и посажен в тюрьму брат Франческо, маркграф Салуццо Джованни Людовико. После этого 29 июня 1529 года Франческо ди Салуццо стал маркграфом Салуццо.
После смерти Джованни Джорджо Палеолога, маркграфа Монферрата не осталось наследников мужского пола. Франческо ди Салуццо, который был в родстве с домом маркизов Монферратских, объявил свои притенении на престол в марке. Однако император Священной Римской империи Карл V, опасаясь усиления французского влияния в Северной Италии отказал Франческо. Маргарита Монферратская, последняя представительница Монферратской ветви Палеологов, 3 октября или по другим сведениям 16 ноября 1531 года, сочеталась браком с герцогом Мантуанским Федерико II из дома Гонзага.
Убит был Франческо ди Салуццо 28 марта 1537 года в возрасте 39 лет во время защиты замка Карманьола. Он был похоронен в замке в церкви Святых Петра и Павла.
Так как законных наследников у Франческо не было, после его смерти престол в Салуццо занял его брат Габриэль.